# Liste der Monuments historiques in Sachy
Die Liste der Monuments historiques in Sachy führt die Monuments historiques in der französischen Gemeinde Sachy auf.

## Liste der Objekte
| Bezeichnung                      | Beschreibung | Standort                     | Kennzeichnung | Schutzstatus | Datum | Bild |
| -------------------------------- | --- | ---------------------------- | ------------- | ------------ | ----- | ---- |
| Hauptaltar und zwei Seitenaltäre | Hauptaltar: Altartisch, Tabernakel, Retabel und Gemälde; Holz, farbig gefasst und vergoldet, sowie Ölfarbe auf Leinwand, 1752; das Gemälde von Jean Gondé Seitenaltäre: jeweils Altartisch, Tabernakel und Retabel; Holz, farbig gefasst und vergoldet, 18. Jahrhundert | in der Kirche St-Rémi (Lage) | PM08000454    | Classé       | 1970  |      |